# Ferdinando di Lasso (pare)
Ferdinando di Lasso   (Múnic, 1560 (Gregorià) - Múnic, 27 d'agost de 1609) fou un compositor alemany.
Fill d'Orlando di Lasso i la seva dona Regina (Wäckinger). Probablement va completar a la casa del seu pare, la seva educació musical, després Ferdinando va ser el mestre de compositors famosos com Giovanni Gabrieli o Ivo de Vento. Ell es va incorporar aviat en l'Orquestra de la Cort de Múnic, com a membre de ple va ser contractat 1583 Després del seu servei temporal (1585-1590) al comte Eitel, Frederick IV (Hohenzollern). De Hohenzollern-Hechingen va tornar a Múnic per treballar en petita orquestra de la cort com a "tenor" i després en 1602 com el seu director. L'apogeu de la capella havia acabat, perquè Guillem V de Baviera va ordenar només el servei de l'església, que després explica la varietat de les seves composicions espirituals. Va morir després d'una llarga malaltia l'any 1609 a l'edat de 49 anys. Va tenir un fill Ferdinando di Lasso, així com un net d'Orlando di Lasso, que era el 1616-1629 Kapellmeister a la cort del duc de Múnic.